# Janusz Gaudyn
Janusz Gaudyn (24. února 1935 Katowice-Ochojec – 22. června 1984 Třinec) byl lékař, spisovatel, činitel polských organizací v regionu Záolší v české části Těšínska.

## Život
Janusz Gaudyn se narodil jako syn Antonína Gaudyna a Marie Zielińské. V roce 1939 se rodina přestěhovala do Fryštátu. Janusz absolvoval základní polskou školu (1950) a polské reálné gymnázium v Orlové (1953). Pokračoval studiem medicíny na univerzitě v Olomouci (1953–1959). Působil jako lékař-internista v nemocnici v Českém Těšíně, ve Stříteži a jako obvodní lékař v Třinci. Byl otcem tří dětí (syn Roman, dcery Beata a Karin).
Janusz Gaudyn byl autorem frašek a aforismů, kulturním činitelem, animátorem literárního života v regionu Zaolší. Spoluzakládal literární část Literárně-umělecké sekce (Sekcji Literacko-Artystycznej) Polského kulturně-osvětového svazu a předsedal jí v letech 1977–1979. V 80. letech 20. století byl předsedou Literární skupiny 63 (Grupy Literackiej 63) v Třinci. Byl členem Hlavního výboru Polského kulturně-osvětového svazu a členem Unie polských spisovatelů lékařů (Unii Polskich Pisarzy Medyków).